# Robert Raglan
Robert Raglan est un acteur britannique né en Avril 1906 à Reigate (Royaume-Uni), et mort le 18 juillet 1985 à Wandsworth.

## Filmographie
- 1946 : Morning Departure (TV)
- 1947 : Vacances au cirque (Circus Boy), de Cecil Musk : Trevor
- 1947 : The Courtneys of Curzon Street (en) d'Herbert Wilcox
- 1947 : Le Mort accuse (en) (Night Beat) d'Harold Huth : Detective Sergeant
- 1952 : The Good Beginning (en) de Gilbert Gunn : Shelley
- 1952 : L'assassin a de l'humour (The Ringer) de Guy Hamilton
- 1953 : Recoil (en) de John Gilling : Sgt. Perkins
- 1953 : The Broken Horseshoe (en) de Martyn C. Webster
- 1953 : Child's Play (en) de Margaret Thomson : Police Superintendant
- 1954 : Gilbert Harding Speaking of Murder de Paul Dickson
- 1954 : The Yellow Robe
- 1955 : Handcuffs, London
- 1955 : The Mysterious Bullet : inspecteur Dexter
- 1955 : Portrait of Alison
- 1955 : Piège pour une canaille (Confession) : Beckman
- 1955 : The Blakes (feuilleton TV) : Jim Blake
- 1956 : Ce sacré z'héros (Private's Progress) : gén. Tomlinson
- 1956 : À vingt-trois pas du mystère (23 Paces to Baker Street) : Police Inspector
- 1956 : Pantomania, or Dick Whittington (TV)
- 1957 : There's Always a Thursday : Crosby
- 1957 : Morning Call : Plainclothesman
- 1957 : Undercover Girl : dét. Insp. Willingdon
- 1957 : The Big Chance : Police Inspector
- 1957 : The Crooked Sky : Senior Civil Servant
- 1957 : Ce sacré confrère (Brothers in Law) : Cleaver
- 1957 : Zoo Baby de David Eady
- 1957 : McCreary Moves In (série TV) : Brandon
- 1957 : Man from Tangier : inspecteur Meredith
- 1957 : The One That Got Away
- 1958 : High Jump : inspecteur
- 1958 : Innocent Meeting : Martin
- 1958 : No Safety Ahead : Langton
- 1958 : Inspecteur de service (Gideon's Day) : Dawson
- 1958 : Count Five and Die : Lt. Miller
- 1958 : Jeunesse délinquante (Violent Playground)
- 1958 : Atlantique, latitude 41° (A Night to Remember) : Carpathia Chief Engineer
- 1958 : Corridors of Blood : Wilkes
- 1959 : Hidden Homicide : Ashbury
- 1959 : Follow a Star : Policeman
- 1959 : Child and the Killer : Inspector
- 1959 : Great Van Robbery (en)de Max Varnel (en) : Surgeon
- 1959 : Woman's Temptation (en) de Godfrey Grayson : Police Constable
- 1959 : Web of Suspicion (en) de Max Varnel (en) : inspecteur Clark
- 1960 : L'Aguicheuse (Beat Girl) d'Edmond T. Gréville
- 1960 : A Taste of Money (en) de Max Varnel (en) : Simpson
- 1960 : Le Mort dans le filet (Ein Toter hing im Netz) de Fritz Böttger (de) : Radio Man
- 1960 : Dead Lucky (en) de Montgomery Tully
- 1960 : L'Aguicheuse (Beat Girl) d'Edmond T. Gréville : F.O. Official
- 1961 : Information Received (en) de Robert Lynn (en) : Supt. Jeffcote
- 1962 : Jigsaw (en) : Chief Constable
- 1962 : Two and Two Make Six (en) de Freddie Francis : policier
- 1962 : Live Now - Pay Later de Jay Lewis
- 1962 : The Traitors (en) de Robert Tronson (en)
- 1964 : Le Saint (série télévisée) : Lida (saison 3 épisode 2) : Inspector Maxwell
- 1964 : The Comedy Man (en) d'Alvin Rakoff
- 1964 : Crossroads (série TV) : Mr. Cooksey
- 1965 : Passeport pour l'oubli (Where the Spies Are) de Val Guest : Sir Robert
- 1965 : Night Train to Surbiton (en) (feuilleton TV) : Chief Inspector
- 1965 : The Snowball (TV) : Tom-Tom
- 1966 : Ransom for a Pretty Girl (feuilleton TV) : Chief Inspector
- 1967 : Les Femmes préhistoriques (Slave Girls) de Michael Carreras : colonel Hammond
- 1969 : Charge! (série TV) : Partridge
- 1969 : Subterfuge (en) de Peter Graham Scott : Fennimore
- 1969 : La Maison de l'épouvante (The Haunted House of Horror) de Michael Armstrong : Bradley
- 1969 : The Magic Christian de Joseph McGrath : Maltravers
- 1970 : Le Magot (Loot) de Silvio Narizzano : Doctor
- 1970 : The Rise and Rise of Michael Rimmer (en) de Kevin Billington : Gen. Strike
- 1971 : Les Doigts croisés (To Catch a Spy) de Dick Clement : Ambassador
- 1971 : Dad's Army de Dick Clement : insp. Henderson
- 1972 : Tomorrow (en) de Joseph Anthony
- 1974 : Mr. Axelford's Angel (TV)
- 1979 : Le Casse de Berkeley Square (A Nightingale Sang in Berkeley Square) de Ralph Thomas : Judge
- 1979 : Churchill and the Generals (TV) : gén. Maitland Wilson
- 1980 : Le miroir se brisa (The Mirror Crack'd)
- 1982 : Nancy Astor (feuilleton TV)
- 1983 : The Citadel (en) (feuilleton TV)